# Bandiera dell'Europa
La bandiera dell'Europa raffigura dodici stelle dorate a cinque punte disposte in cerchio su campo blu; le stelle sono orientate con una punta verso l'alto. Benché venga comunemente associata all'Unione europea, in realtà la bandiera fu adottata nel 1955 per la prima volta dal Consiglio d'Europa, un'organizzazione distinta dall'UE, ed era pensata per rappresentare l'intero continente europeo e non una particolare organizzazione.
La bandiera venne ufficialmente adottata dall'assemblea parlamentare del Consiglio d'Europa, approvando la proposta formale dell'araldo capo irlandese Gerard Slevin, il 25 ottobre 1955 e dal Comitato dei Ministri a Parigi l'8 dicembre dello stesso anno. Il 29 giugno 1985 i capi di Stato e di governo della Comunità europea, riuniti a Milano, decisero, col beneplacito del Consiglio d'Europa, che la bandiera fosse emblema ufficiale anche della CEE (dal 1992, UE).
Infine l'Unione europea, istituita con il trattato di Maastricht nel 1992 dai medesimi membri della Comunità europea, adottò anch'essa la bandiera europea con le dodici stelle dorate su campo blu. Da allora la bandiera rappresenta sia il Consiglio d'Europa sia l'Unione europea.

## Storia
La scelta della bandiera è il risultato di una lunga ed elaborata discussione che ebbe luogo presso il Consiglio d'Europa nella prima metà degli anni cinquanta e le 12 stelle non sono correlate al numero di stati membri. Il cerchio di stelle infatti è un simbolo antico di armonia e solidarietà per indicare lo stile di relazione che dovrebbe caratterizzare i Paesi europei.
La cronistoria della scelta della bandiera europea ha inizio con la fondazione stessa del Consiglio d'Europa, istituito nel 1949 e che già nel 1950 attivò un proprio comitato per valutare il processo di selezione di una bandiera europea.
Vennero presentate molte proposte, tra cui anche quella del politico austriaco e fondatore nel 1922 dell'Unione Paneuropea, il conte Richard Nikolaus di Coudenhove-Kalergi, contenente una croce rossa dentro un cerchio giallo su drappo blu, ma che non fu accolta per il riferimento cristiano non coerente con la partecipazione al Consiglio d'Europa di un paese membro di predominante fede musulmana, quale la Turchia. Il francese Robert Bichet propose una bandiera bianca con quindici stelle verdi, quanti erano i membri dell'organizzazione in quel momento. Un'altra proposta fu quella del Movimento Federalista Europeo che propose la propria bandiera consistente in un'ampia E verde che copriva l'intero rettangolo del vessillo, lasciando in bianco la parte tra le aste orizzontali. Parecchie furono comunque le bozze con predominanza del blu e con simbologia circolare, comprese alcune proposte di Hanno F. Konopath, membro amburghese dell'organizzazione Europa Union, autore tra gli altri di due bozzetti depositati nel 1952 al Consiglio d'Europa e perfettamente analoghi alla bandiera poi scelta, salvo avere in un caso 11 e nell'altro 15 stelle d'oro su campo blu. Medesimo motivo stilistico era prevalente nei molti bozzetti (almeno 21 sono documentati) presentati da Arsène Heitz, bozzettista che lavorava presso l'ufficio postale del Consiglio d'Europa, tra i quali meritano menzione varie versioni di bandiera con campo blu e cerchio di stelle (d'oro o bianco-rosse) in numero variabile (ma di solito 14) più una singola stella di medesimo colore posta al centro del cerchio di stelle. E vi fu anche la proposta di Carl Weidl-Raymon di una singola larga stella d'oro su drappo blu, gradita anche dal Paul M. G. Lévy, belga e allora direttore dell'ufficio per l'informazione e la stampa del Consiglio d'Europa, che fu scartata perché troppo simile alla bandiera del Congo.
Il 25 settembre 1953 il comitato consultivo adottò quale proposta di bandiera da proporre ai rappresentanti dei governi il vessillo con 15 stelle dorate disposte in cerchio su campo blu, con la seguente testuale risoluzione: (in francese) "L'Assemblée décide de prendre pour emblème le drapeau d'azur à quinze étoiles d'or disposées en cercle (d'azur à cercle composé d'étoiles d'or à cinq raies dont les pointes ne se touchent pas)". Résolution 41(1) relative au choix d'un emblème de l'Assemblée consultative du Conseil de l'Europe (25 septembre 1953). Cette résolution a été adoptée par l'Assemblée au cours de sa 23e séance, le 25 septembre 1953 (voir Doc. 198, rapport de la commission du Règlement et des Prérogatives).
La bandiera fu formalmente presentata alla stampa a Strasburgo il 26 settembre da François de Menthon, presidente del comitato consultivo del Consiglio d'Europa.
La scelta del numero non soddisfaceva però la Germania in quanto uno dei 15 membri dell'organizzazione nel 1953 era il territorio della Saar (membro associato), non ancora reso dai francesi alla Germania e il cui status era ancora sotto discussione. L'ipotesi di 14 stelle fu bocciata per analoghi motivi avanzati da parte francese e il numero di tredici fu scartato anche per ragioni di superstizione, visto che è inteso negativamente in vari paesi europei.
I rappresentanti dei governi decisero pertanto di istituire un comitato congiunto con l'assemblea parlamentare e chiesero all'Assemblea di sospendere l'uso di un vessillo fino a una formale adozione della bandiera.
Il comitato congiunto creò il 19 maggio 1954 una minicommissione di tre propri membri (compreso Bichet) e tre esperti di araldica (compreso l'araldo irlandese Slevin) per studiare e dirimere la questione.
La commissione propose una bandiera azzurra con otto anelli d'argento intrecciati in cerchio, che fu scartata per una certa similitudine con la plancia girevole del telefono in uso in quegli anni e con il vessillo olimpico.
Nel gennaio 1955 il Segretariato Generale del Consiglio d'Europa organizzò allora per i rappresentanti dei governi una rassegna dei numerosi progetti presentati, al termine della quale il campo si ridusse a sole due proposte, ossia a quella del diplomatico, storico e pacifista spagnolo Salvador de Madariaga, cofondatore in Belgio del Collegio d'Europa, il quale propose una costellazione di stelle (posizionate conformemente alla posizione geografica delle capitali europee, con una stella più grande per Strasburgo, sede del Consiglio d'Europa) su un fondo blu e a quella del francese Arsène Heitz, che sottopose una ventina di disegni, tra cui anche la corona di quattordici stelle d'oro su drappo blu con una stella d'oro al centro, che venne posta a giudizio in quel contesto.

Il 25 ottobre del 1955 l'assemblea parlamentare del Consiglio d'Europa, considerate opinioni e riserve espresse, favorì il disegno di Heitz, ma scelse di apporre dodici stelle sul drappo blu e raccomandò che i rappresentanti dei governi l'adottassero, cosa che gli Stati allora membri (Belgio, Danimarca, Francia, Germania fed., Grecia, Irlanda, Islanda, Italia, Lussemburgo, Norvegia, Paesi Bassi, Regno Unito, Svezia, Turchia) fecero l'8 dicembre 1955 con il seguente testo: 
(Consiglio d'Europa. Parigi, 7-9 dicembre 1955)
In francese: "Sur le fond bleu du ciel, les étoiles figurant les peuples d'Europe forment le cercle en signe d'union. Elle sont au nombre invariable de douze, symbole de la perfection et de la plénitude".
Il numero 12 fu scelto quindi come simbolo di perfezione e completezza, mentre il campo blu della bandiera intende richiamare il cielo ponentino scuro dell'occidente (in antitesi al cielo più luminoso del levante orientale).
Terminato questo lungo processo selettivo la foggia della bandiera ottenne finalmente il riconoscimento ufficiale e l'Ufficio d'Informazione e Stampa del Consiglio d'Europa, diretto da Paul M. G. Lévy ne realizzò il modello esatto che rappresenta la fonte storico-giuridica più antica di riferimento per il disegno della bandiera europea.
La bandiera fu infine per la prima volta esposta al castello di la Muette a Parigi il 13 dicembre 1955.
La scelta della bandiera ebbe pertanto un percorso molto lungo e articolato, ma si è soliti attribuire il disegno vincente al disegnatore francese Arsène Heitz (che presentò comunque dozzine di bozzetti) il quale successivamente ne fornì una spiegazione in chiave biblica, facendo riferimento all'immagine della Medaglia Miracolosa dalla devozione alla Madonna delle apparizioni di Rue Du Bac a Parigi del 1830 a Santa Caterina Labourè, propria dell'interpretazione cattolica del dodicesimo capitolo dell'Apocalisse: "Nel cielo apparve poi un segno grandioso: una donna vestita di sole con la luna sotto i suoi piedi e sul suo capo una corona di dodici stelle".
Di tale riferimento non c'è però alcuna traccia nei documenti originali degli anni cinquanta e nella raccomandazione dell'Assemblea parlamentare approvata il 25 ottobre 1955 e nella risoluzione approvata dal Consiglio dei ministri a Parigi l'8 dicembre 1955, il giorno in cui i cristiani celebrano l'Immacolata Concezione della Beata Vergine Maria, perché Arsène Heitz non specificherà mai ma terrà nascosto per sempre il vero significato della sua ispirazione.
Il sito on-line ufficiale dell'Unione europea fornisce un'interpretazione della bandiera nei seguenti termini: "Le 12 stelle in cerchio simboleggiano gli ideali di unità, solidarietà e armonia tra i popoli d'Europa."

## Disegno
La bandiera europea è di forma rettangolare e di proporzioni 3 per 2, con la lunghezza una volta e mezza l'altezza. Al centro del vessillo di colore blu hanno sede dodici stelle d'oro a 5 punte poste in posizione circolare, ciascuna con la punta rivolta verso l'alto e posizionate come i dodici numeri di un quadrante d'orologio con 12 ore.

Modello costruttivo

La descrizione araldica e geometrica fornita sul sito dell'Unione europea recita:
(Unione europea)

## Colori
|     | PMS         | Approssimazione RGB | RGB come tripletta colori Web | CMYK                                   |
| --- | ----------- | ------------------- | ----------------------------- | -------------------------------------- |
| Blu | Reflex blue | 0/51/153            | 003399                        | 100% process cyan; 80% process magenta |
| Oro | Yellow      | 255/204/0           | FFCC00                        | process Yellow                         |

Il colore di base della bandiera è il blu elettrico, precisamente il "Blu Reflex Pantone" (Pantone Reflex Blue) che corrisponde al colore RGB:0/51/153 (esadecimale: 003399), mentre le stelle sono gialle, o più precisamente del "Giallo Pantone" (Pantone Yellow) che corrisponde al colore RGB:255/204/0 (esadecimale: FFCC00).
In caso di stampa in quadricromia non è possibile utilizzare i due colori standard. Questi saranno quindi ottenuti per mezzo dei quattro colori della quadricromia. Il "Giallo Pantone" si ottiene con il 100% di "Process Yellow". Mescolando il 100% di "Process Cyan" e l'80% di "Process Magenta" si ottiene un blu molto simile al "Blu Reflex Pantone"

## Protocollo d'uso

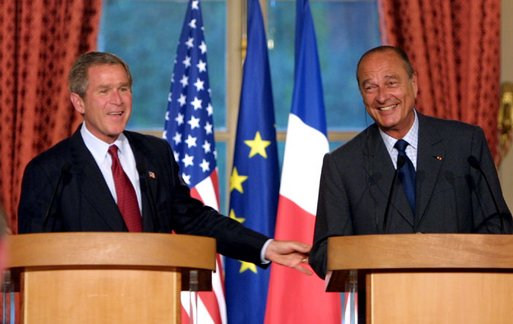
Durante le visite ufficiali di alte cariche degli Stati membri dell'Unione la bandiera europea è esposta a fianco della bandiera di Stato nazionale

La bandiera viene esposta sempre in occasione di interventi pubblici del presidente in carica del Consiglio Europeo e solitamente si affianca alla bandiera nazionale quando le più alte cariche degli Stati membri dell'Unione Europea hanno incontri politici ufficiali con leader di Stati non membri dell'Unione Europea. Durante il semestre di presidenza dell'Unione i palazzi del governo che detiene la presidenza espongono solitamente anche la bandiera dell'Unione, sebbene nel 2009 durante il turno di presidenza ceca, Václav Klaus, presidente della Repubblica ceca e noto euroscettico (e oppositore delle politiche per la riduzione del riscaldamento globale), si è opposto alla presenza della bandiera europea sulla sua residenza, la quale il 7 gennaio 2009 è stato oggetto di un'ironica azione da parte degli attivisti di Greenpeace i quali vi hanno videoproiettato la bandiera europea.

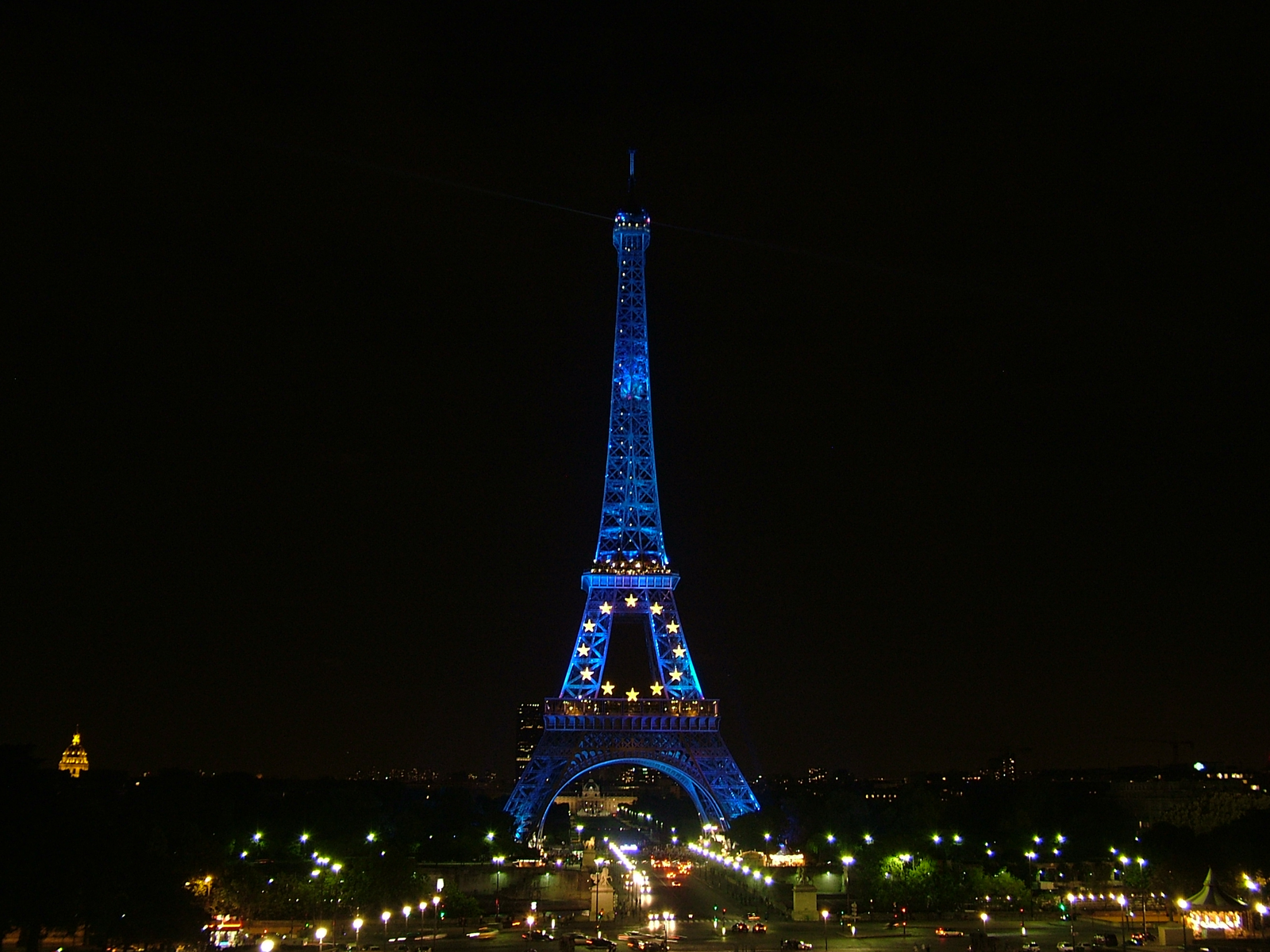
Durante la presidenza francese dell'UE nel 2008 la torre Eiffel è stata illuminata con i colori della bandiera europea

Alcuni Stati membri hanno inoltre proprie regole in merito all'esposizione delle bandiere, ad esempio in Italia le bandiere italiana ed europea sono esposte all'ingresso dei palazzi governativi e delle scuole. Secondo i protocolli nazionali più diffusi, quando affiancate, la bandiera europea è esposta a destra della bandiera nazionale dal punto di vista dell'osservatore. Quando la bandiera europea è esposta unitamente a tutte le bandiere degli Stati membri (per esempio alle riunioni del Consiglio Europeo), le bandiere nazionali sono poste in ordine alfabetico (in base al nome espresso nella lingua ufficiale dello Stato ospitante) e la bandiera europea è esposta in testa o all'estrema destra delle bandiere.
L'uso della bandiera europea è lecito anche da parte di privati, purché per obiettivi o attività non incompatibili con i principi e gli scopi dell'Unione europea e del Consiglio d'Europa.
Le bandiere europee vengono esposte nell'Unione Europea anche per le celebrazioni del 9 maggio, festa dell'Unione.
Sono stati illuminati coi colori della bandiera europea la torre Eiffel di Parigi durante la presidenza francese dell'Unione e la ruota panoramica di Londra il 9 maggio 2007; il 9 maggio 2008 la bandiera europea è stata issata anche sul Reichstag di Berlino.

## Altri usi

### Banconote e monete

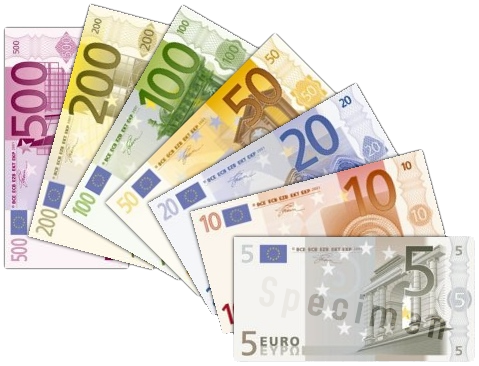
Banconote in euro emesse dalla BCE

Molte agenzie dell'Unione europea impiegano le 12 stelle nei propri simboli ed esse sono rappresentate anche sulle banconote e le monete in euro circolanti in 20 paesi dell'Unione europea e anche al di fuori dei suoi confini.
Nel 2014 una circolare dell'Unione europea autorizza l'emissione di un giro congiunto di monete da 2 euro commemorative da emettersi nel 2015 per tutti gli Stati dell'Area Euro a ricordo del 30º anniversario dell'adozione della bandiera come vessillo ufficiale della CEE.

### Patenti e targhe

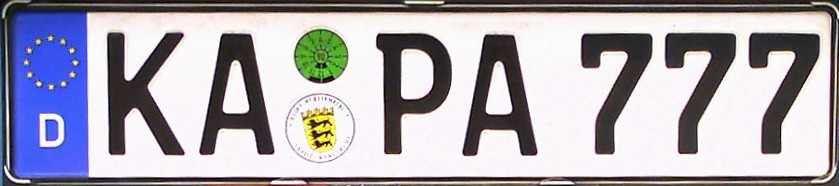
Targa automobilistica tedesca

La bandiera europea appare anche sulla maggioranza delle patenti di guida e delle targhe automobilistiche utilizzate nei paesi membri dell'Unione.

### Sport
L'effigie europea è utilizzata anche nei loghi di alcune competizioni sportive laddove a partecipare è chiamata una rappresentativa unitaria continentale, come ad esempio la squadra europea di Ryder Cup o la rappresentativa nella coppa Mosconi di biliardo.

## Influenza su altre bandiere

### Bandiere di istituzioni comunitarie
Il disegno della bandiera europea è ripreso, per le ragioni storiche esaminate sopra, anche su quelle di altre istituzioni comunitarie europee. La bandiera del Consiglio d'Europa nella sua versione attuale aggiunge una lettera E in corsivo al centro, che circonda le stelle. L'Unione europea occidentale, organizzazione attiva dal 1948 al 2011, riprese nella sua bandiera un design del tutto simile, adottando un vessillo blu con un numero di stelle di colore giallo variabili a seconda del numero degli stati membri, e disposte in semicerchio piuttosto che in un cerchio. Era inoltre ornata con le iniziali dell'ex Unione europea occidentale in due lingue. Allo stesso modo, si può rintracciare una similarità con la bandiera del Parlamento europeo (caduta in disuso nel 1983), che riportava un simile sfondo blu, con le lettere EP/PE contornate da una ghirlanda del colore delle stelle.

Bandiera del Consiglio d'Europa
Bandiera dell'Unione europea occidentale
Bandiera del Parlamento Europeo (1973-1983)

### Bandiere di altri enti e nazioni
La bandiera della Bosnia-Erzegovina, imposta dall'Alto rappresentante Carlos Westendorp dopo che il parlamento del paese non era riuscito a trovare un accordo su un disegno per la nuova bandiera, si ricollega esplicitamente al simbolismo della bandiera dell'UE, riprendendone gli stessi colori blu e giallo; anche le stelle (sebbene di numero e colore diversi) sono un riferimento diretto a quelle della bandiera europea.
Allo stesso modo, la bandiera del Kosovo usa il blu, il giallo e le stelle nella sua bandiera.
La bandiera della Regione di Bruxelles-Capitale, adottata nel 2015, è costituita da un iris giallo stilizzato con contorno bianco su sfondo blu. I suoi colori sono tratti da quelli della bandiera europea, essendo Bruxelles considerata la capitale de facto dell'UE.

Bandiera della Bosnia ed Erzegovina
Bandiera del Kosovo
Bandiera della Regione di Bruxelles-Capitale (dal 2015)